# Palais du Louvre

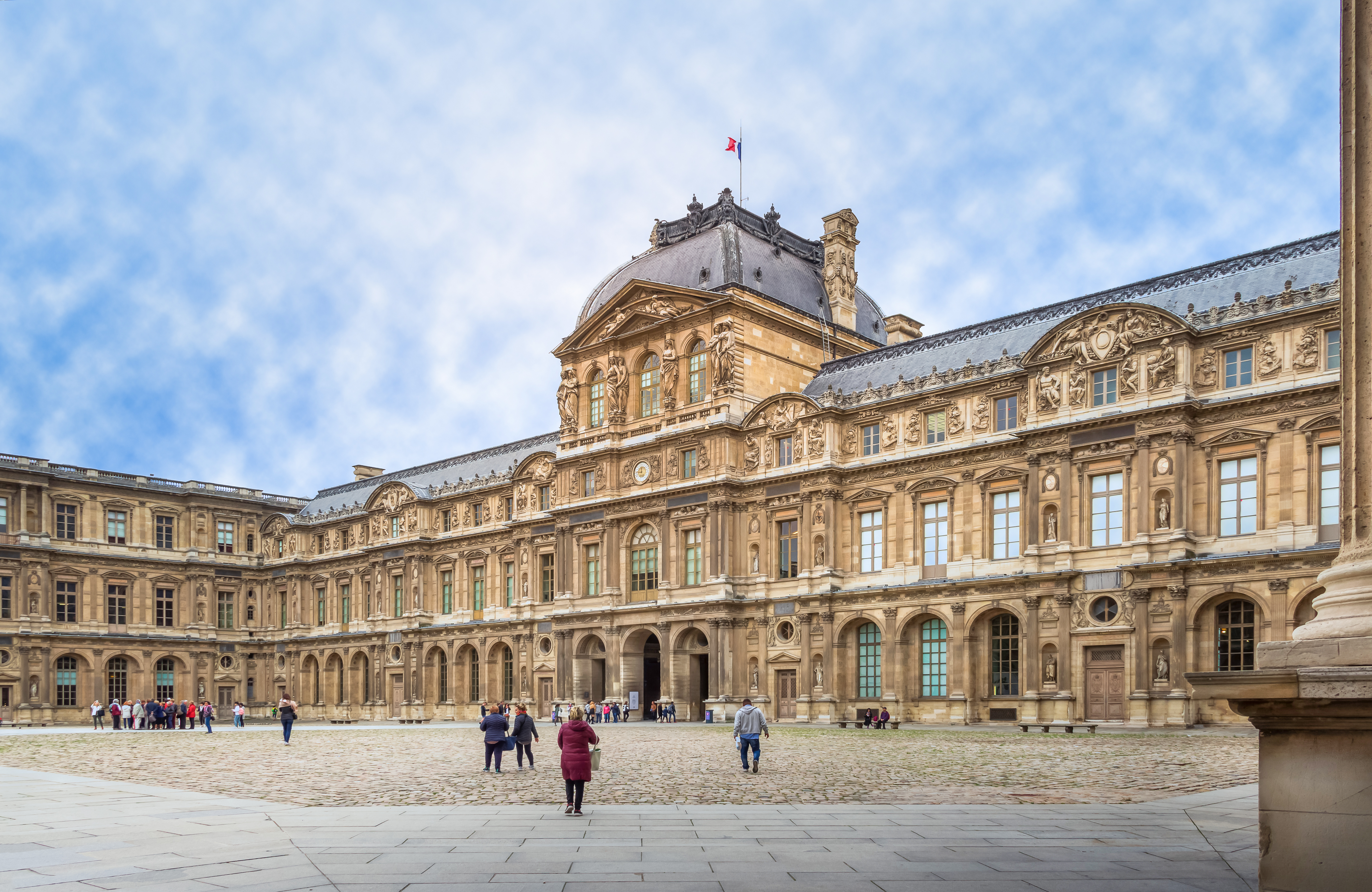
Westfassade des Gebäudes

Der Louvre-Palast (französisch Palais du Louvre, kurz Louvre) ist die frühere Residenz der französischen Könige in Paris. Er bildete zusammen mit dem zerstörten Palais des Tuileries das Pariser Stadtschloss. Die Herkunft des Namens Louvre ist unklar; zahlreiche Deutungen konkurrieren miteinander.
Der Louvre-Palast beherbergt heute größtenteils das nach ihm benannte Musée du Louvre, das zumeist einfach Louvre genannt wird. Mit etwa zehn Millionen Besuchern im Jahr 2012 ist es das meistbesuchte Museum der Welt. Daneben birgt der Nordflügel drei Museen (Musée des Arts décoratifs, Musée de la Mode et du Textile, Musée de la Publicité) und die Bibliothèque des Arts décoratifs.

## Lage
Das Gebäude liegt im Zentrum von Paris zwischen dem rechten Seineufer und der Rue de Rivoli. Sein Innenhof liegt auf der historischen Achse, die sich vom Glockenturm der Kirche St-Germain-l’Auxerrois über die gläserne Eingangspyramide des Louvre bis zur Grande Arche in La Défense erstreckt; ihr Kernstück wird von den Champs-Élysées gebildet.

## Geschichte

Plan des Palais du Louvre. Rechts der Mittelflügel (Sully-Pavillon), oben und unten die Seitenflügel, daran anschließend die Galeriebauten als Verbindung zum damaligen Tuilerien-Palast und zum Tuileriengarten.

Ursprünglich war der Louvre ab dem Ende des 12. Jahrhunderts unter König Philipp II. ein trutziger Zweckbau, eine kompakte Festung im Donjon-Stil zum Schutz des rechten Seineufers. Als die Stadt in der zweiten Hälfte des 14. Jahrhunderts rasch wuchs und außerdem durch einen weiteren inneren Mauerring geschützt war, ließ Karl V. die Burg ab 1364 zu einem dauerhaft bewohnbaren Residenzschloss umbauen.
Unter Franz I. wurden Neubaumaßnahmen vorgenommen, die 1528 mit dem Abriss des Donjon begannen. Die mittelalterliche Anlage wurde in ein repräsentatives Königsschloss mit Bezügen zur Formensprache der Antike im Stil der italienischen Renaissance verwandelt, wobei der Grundriss aus der Zeit um 1200 – vier Flügel um einen quadratischen Hof – zunächst beibehalten wurde. Als Hauptwohnsitz des französischen Königs diente der Palast aber erst ab dem 16. Jahrhundert unter Heinrich II. Auch in den folgenden Jahrhunderten wurde der Louvre nach den Bedürfnissen der jeweiligen Herrscher umgestaltet und vor allem die Fläche des inneren Hofes auf die vierfache Größe erweitert. Heinrich IV. beschloss, den Louvre und den gegenüberliegenden Tuilerienpalast durch den Bau zweier Galerien zu verbinden, eine im Süden und eine im Norden. Dieses Projekt wurde später „Grand Dessein“ genannt, ein Begriff, der von seinem politischen Konzept für die Gestaltung Europas abgeleitet wurde. Zunächst wurde ein ganzer Stadtteil abgerissen und die „Grande Galerie“ (oder Ufergalerie) errichtet. Danach ruhte jedoch das Projekt, den Louvre und die Tuilerien zu verbinden, zwei Jahrhunderte lang, bis zu Napoleon I.

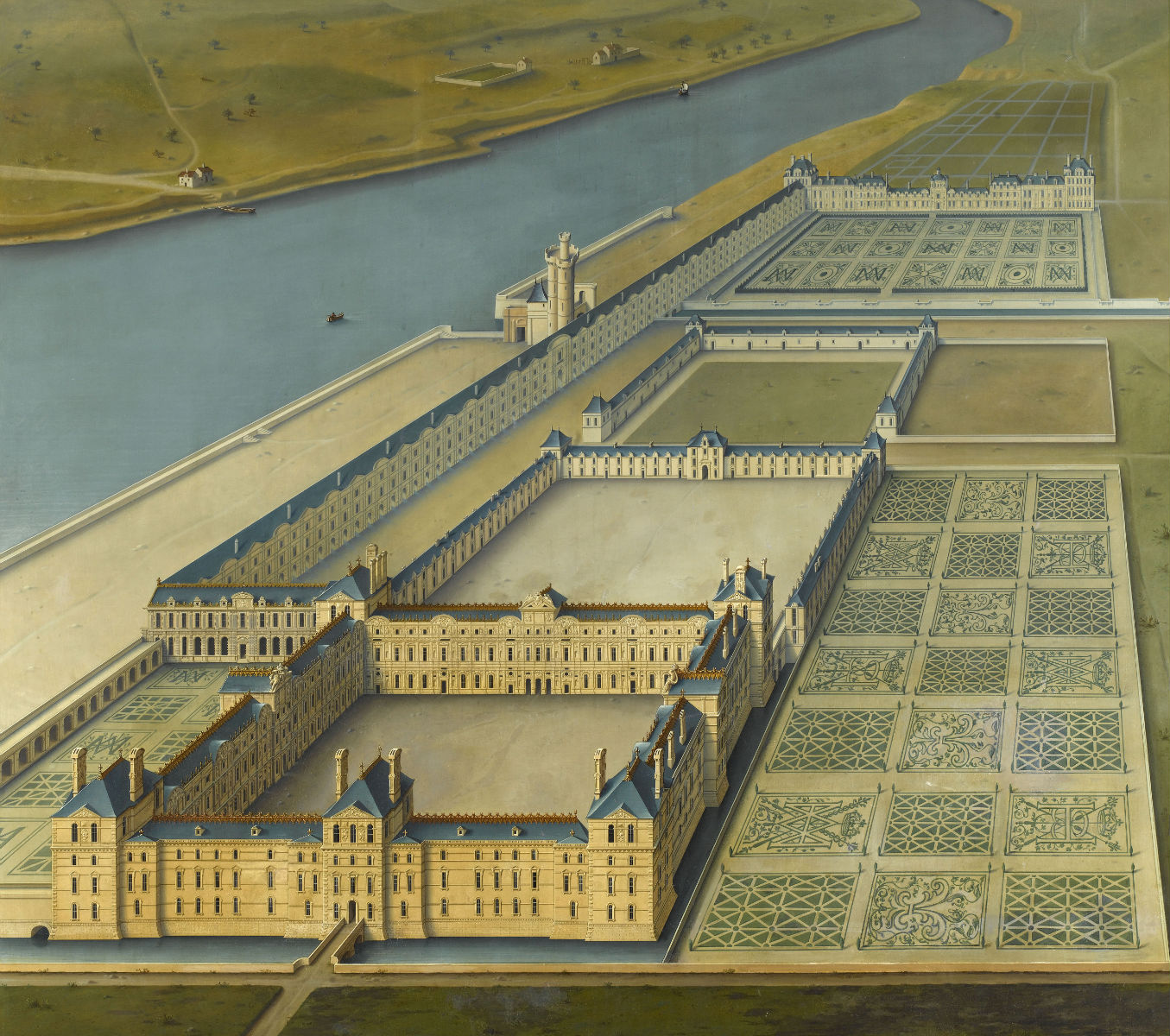
Grand Dessein (Planungsentwurf) von Heinrich IV. um 1600–1615
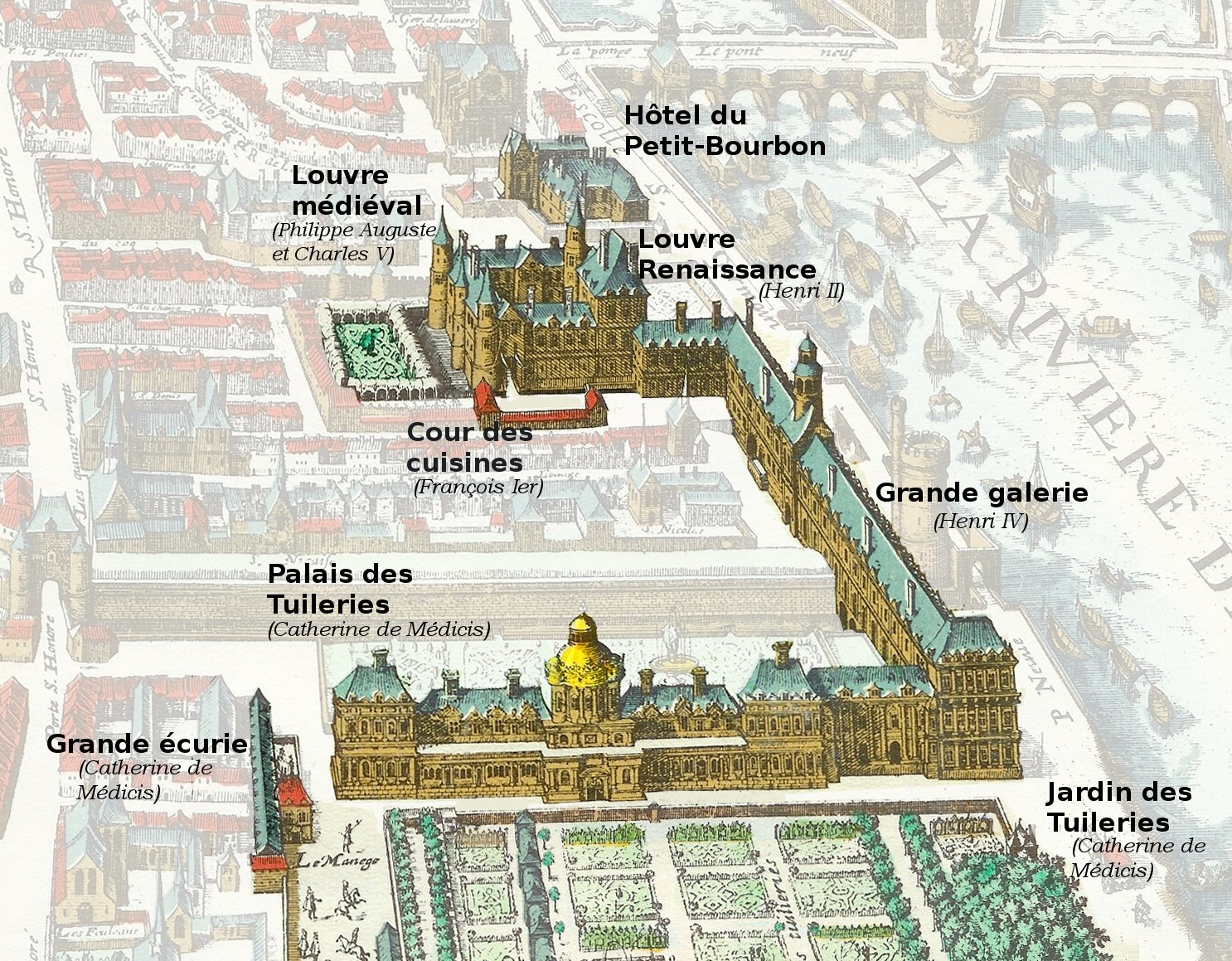
Realisierter Teilbau des  Grand Dessein (bei Merian, 1615)
Plan der Cour Carrée

Als der Königshof 1682 mit Ludwig XIV. ins Schloss Versailles umzog, verwahrloste der Bau. Die Stadt Paris übernahm das Gebäude, teils noch im Rohbau und ohne Dach, die Académie française zog in die Königsgemächer ein, und andere Gebäudeteile wurden von Künstlern als Behausung und Arbeitsraum genutzt. Auch Cabarets und Verkaufsstände fanden sich in dem immer mehr verfallenden Gemäuer.
Erst die Französische Revolution bescherte dem Louvre eine neue Bedeutung als dem ersten öffentlichen Museum Frankreichs. Die französische Nationalversammlung legte in einem Dekret vom 26. Mai 1791 fest, dass in diesem Palast auch bedeutende Werke der Wissenschaften und der Kunst gesammelt werden sollten. Das Museum wurde am 10. August 1793 eröffnet. Hier wurden die Kunstschätze des Königs und des Adels zusammengetragen, sofern sie nicht geplündert oder verkauft worden waren.
Mit Napoleon zog allerdings wieder ein Herrscher in den Palast ein, und sein Neffe Napoleon III. vollendete den Bau und insbesondere die Fassaden weitgehend in seiner heutigen Form. 1873 war die Zeit des Louvre als Zentrum weltlicher Macht endgültig vorbei, da der Präsident der Republik in den Élysée-Palast zog.
Der ehemalige Staatspräsident François Mitterrand ließ in den 1980er-Jahren den Louvre generalüberholen. Dabei standen nicht so sehr äußere Veränderungen im Vordergrund als vielmehr eine Umgestaltung der Ausstellungsräume und der meist unterirdischen Forschungseinrichtungen und Labors.

## Architektur

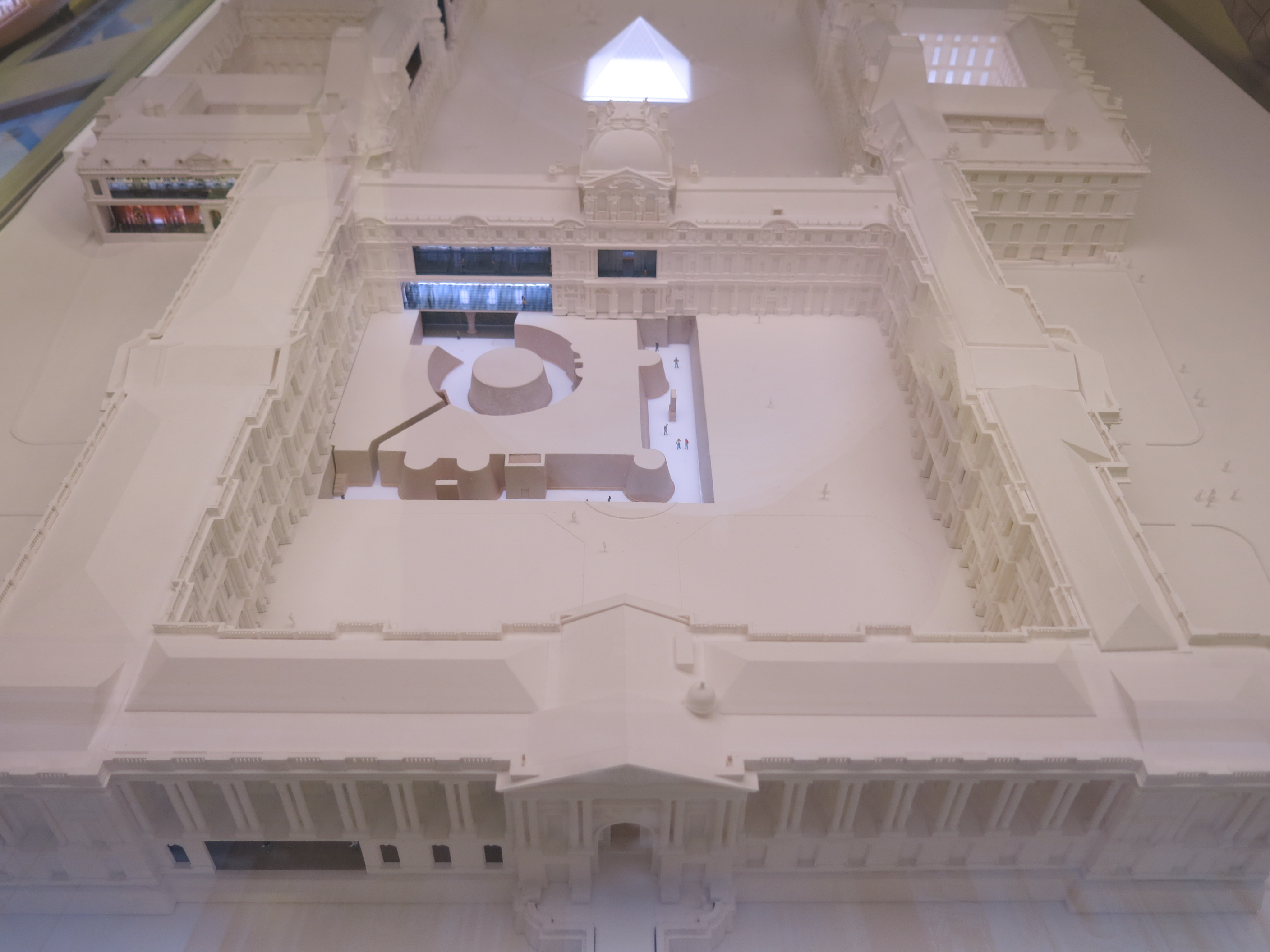
Modell, das den Ort des mittelalterlichen Louvre im heutigen Cour Carrée zeigt (Westen ist oben, im Vordergrund der Ostflügel mit der Kolonnade)

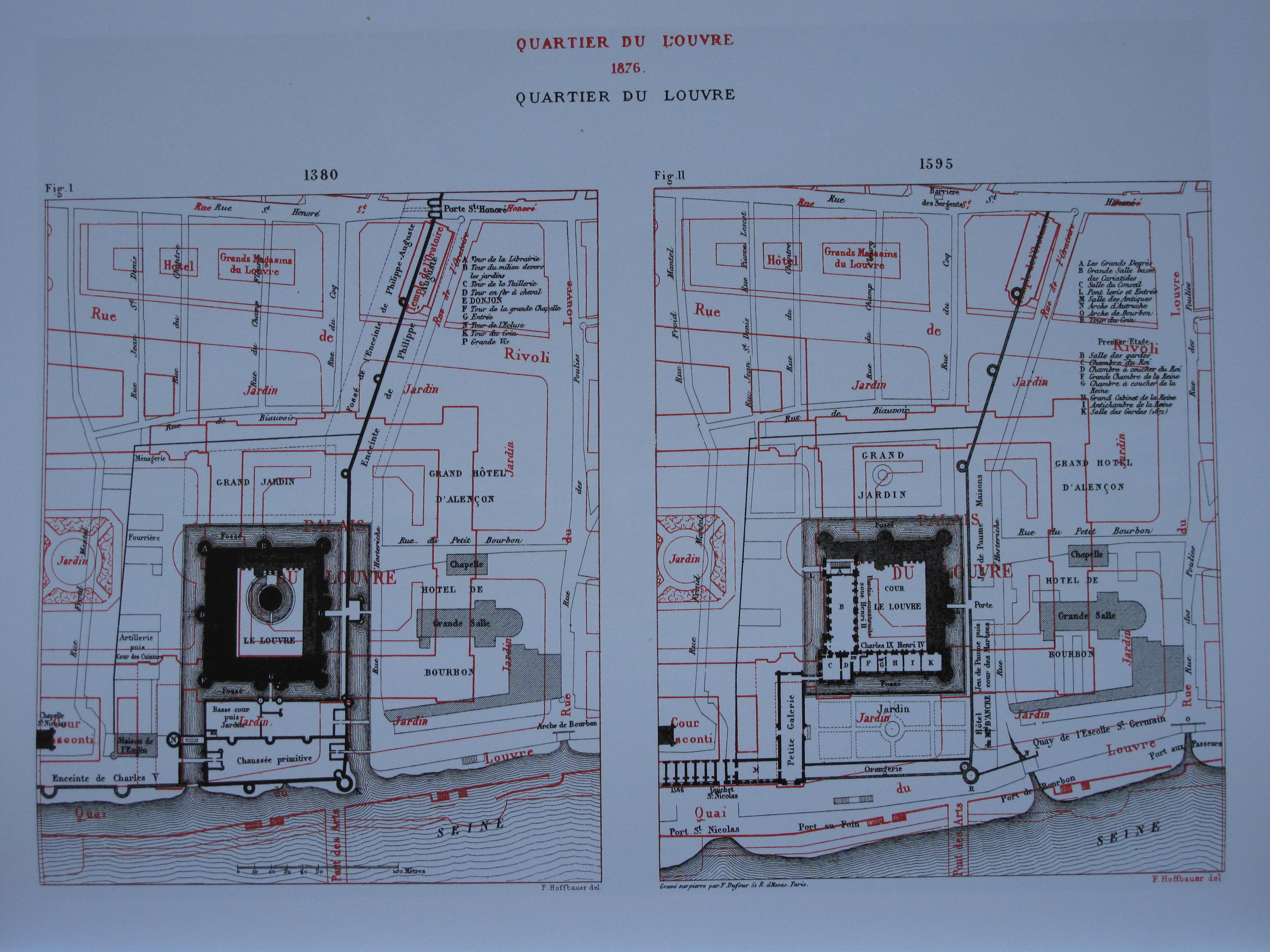
Areal des Louvre in den Jahren 1380, 1595, 1876

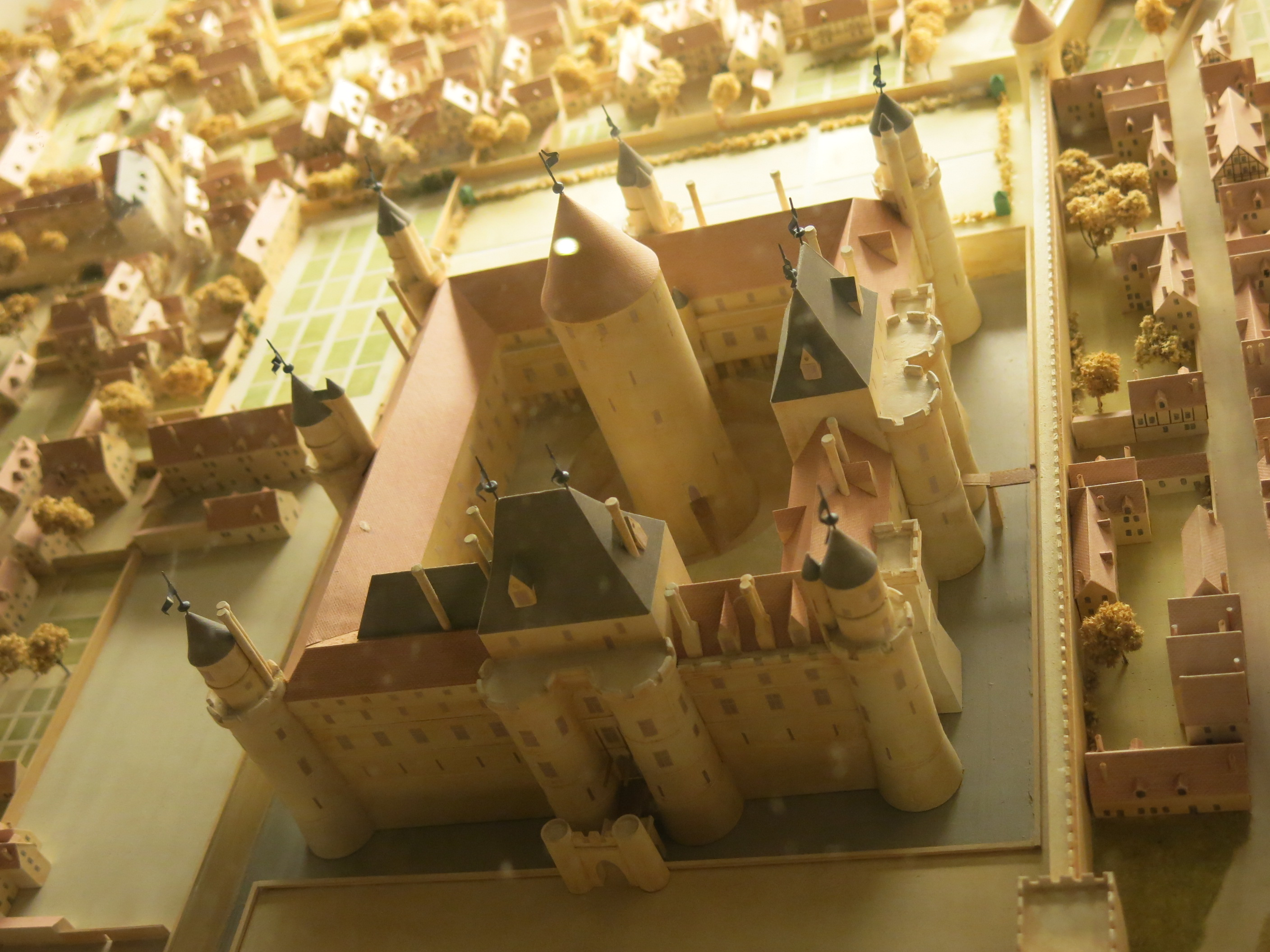
Modell des Louvre nach den Umbauten unter Karl V. ab 1364 (Süden ist unten)

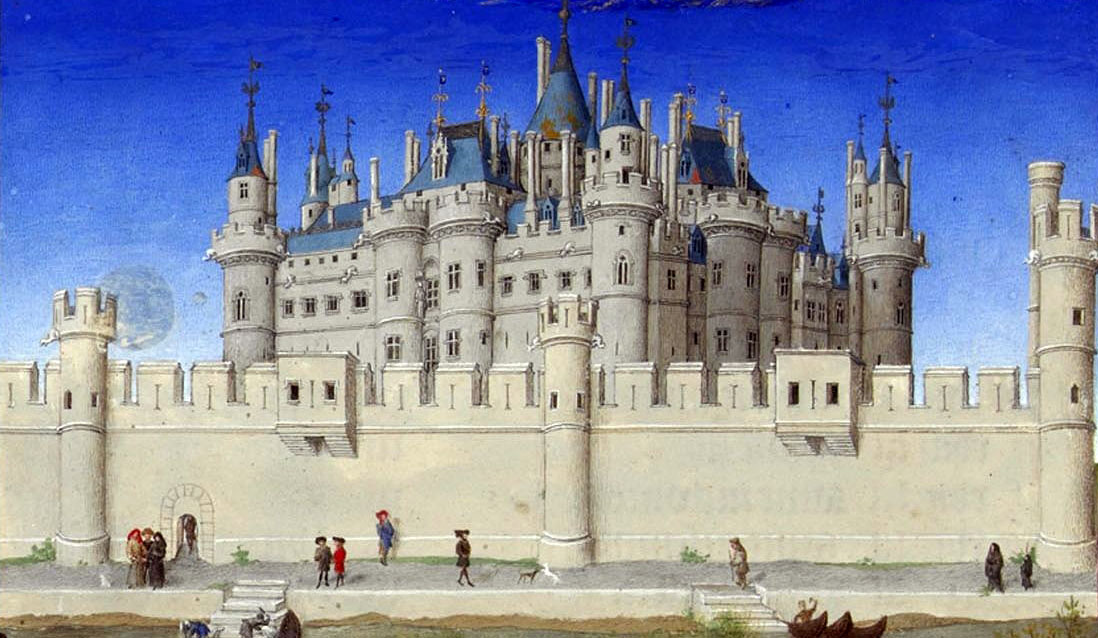
Der Louvre nach den Umbauten unter Karl V. ab 1364 von Süd-Ost gesehen. Darstellung im Stundenbuch Très Riches Heures, um 1440

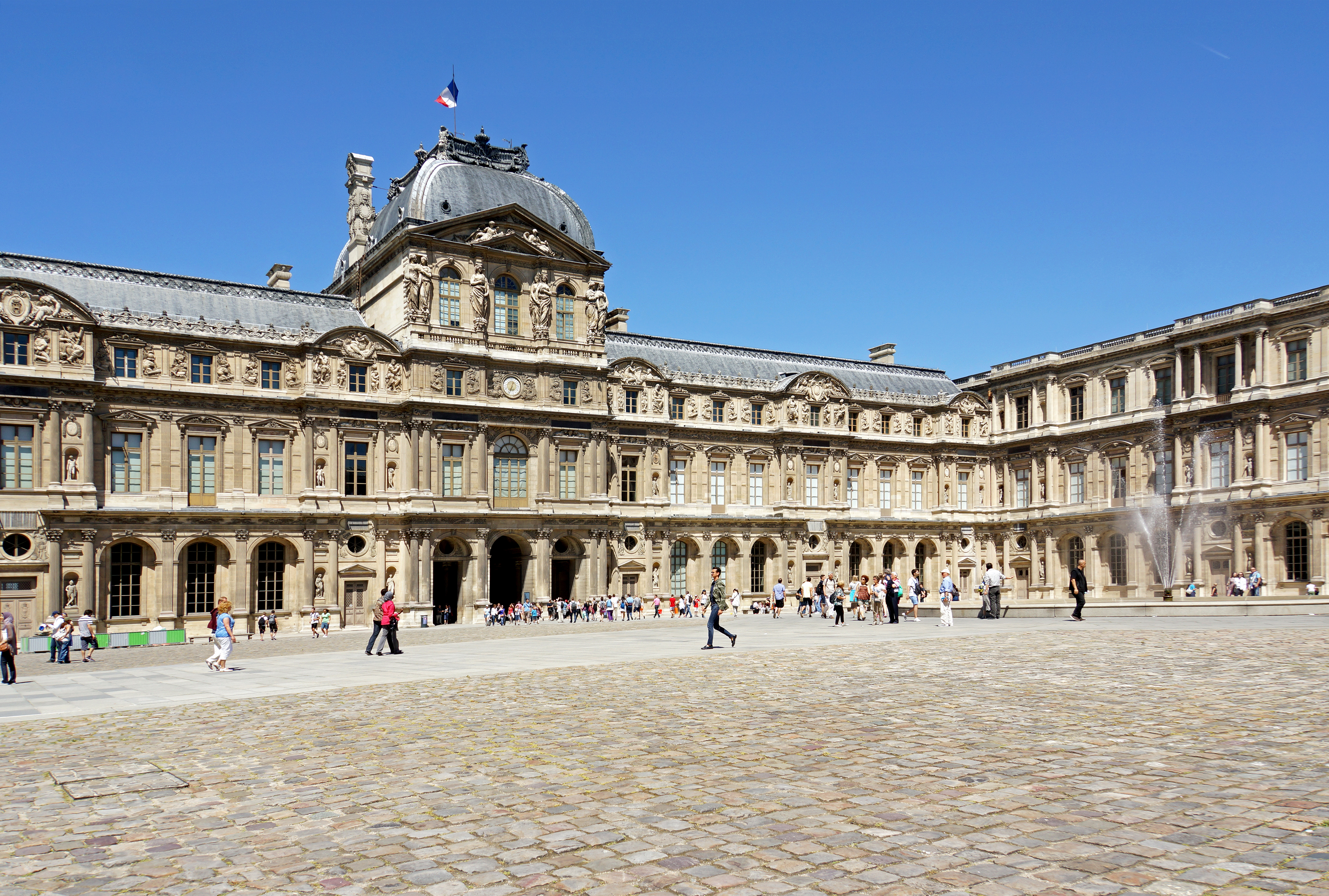
Westfassade der inneren Cour Carrée mit dem Bau von Lescot an Stelle des mittelalterlichen Westflügels (links) und die Erweiterungen des Uhrenpavillons und der Erweiterung des Hofes (rechts)

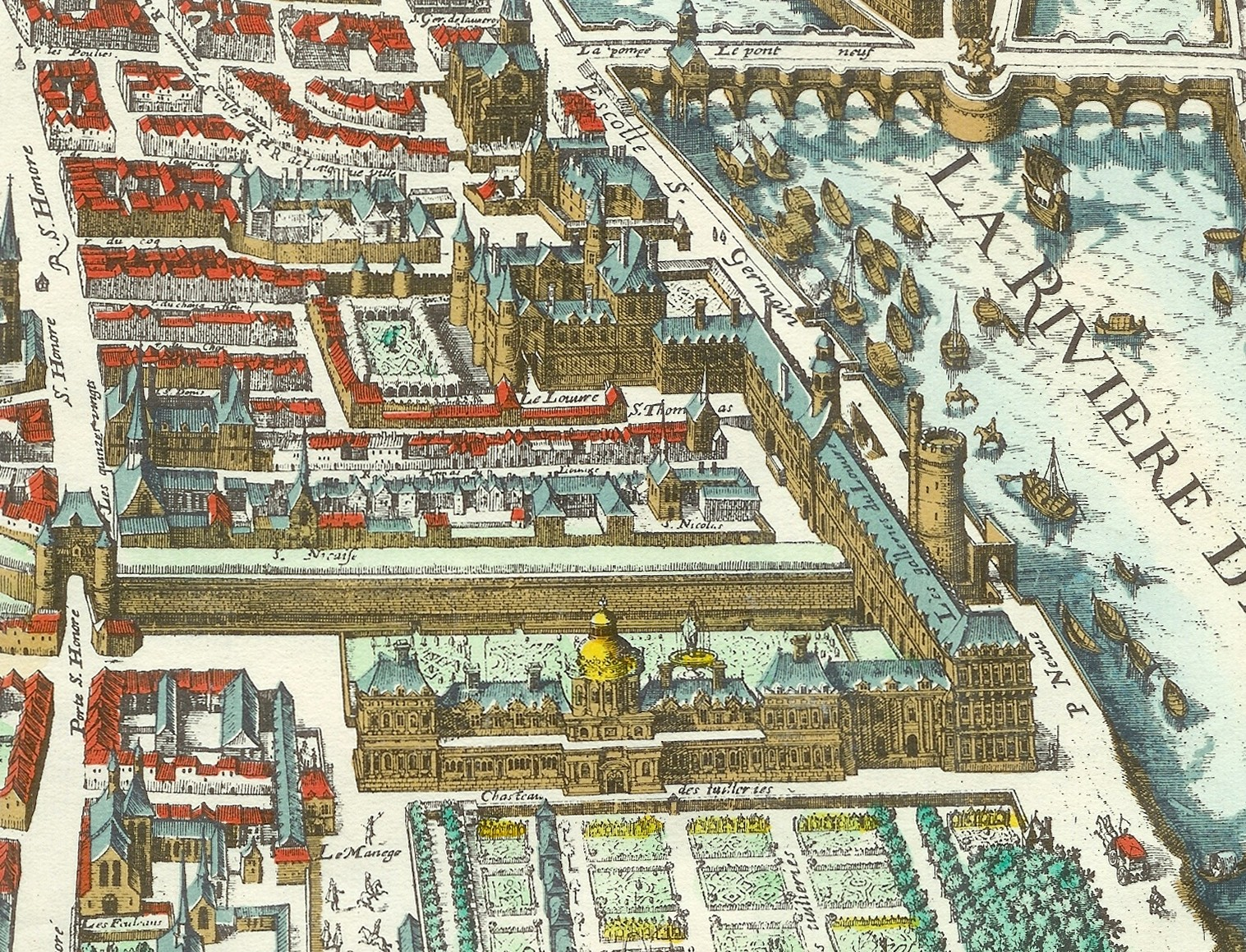
Der alte Louvre um 1615. Rechts verbindet der langgezogene Galeriebau den Louvre mit dem Tuilerienpalast im Vordergrund

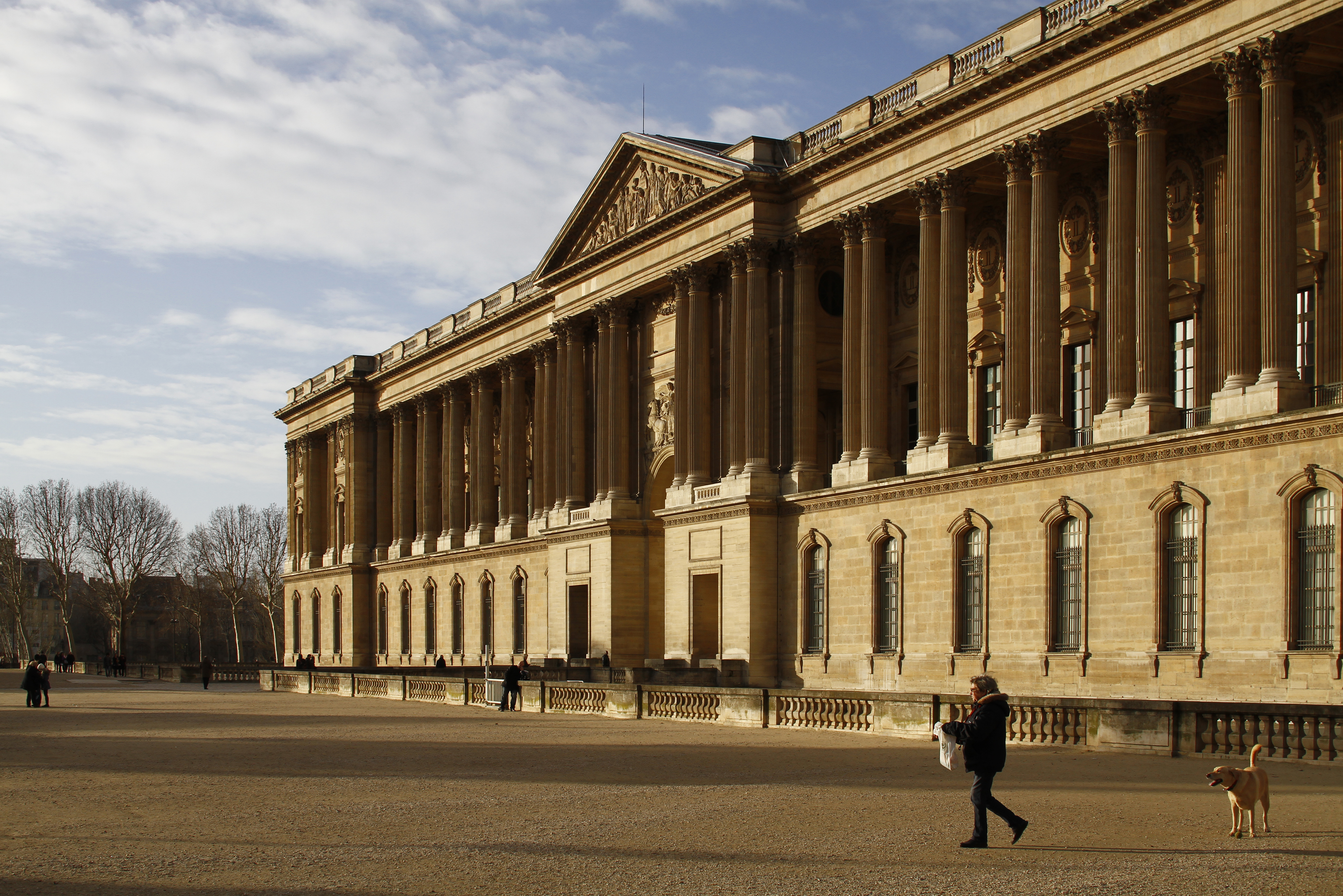
Die Ostfassade mit der berühmten „Kolonnade“ im klassizistischen Stil

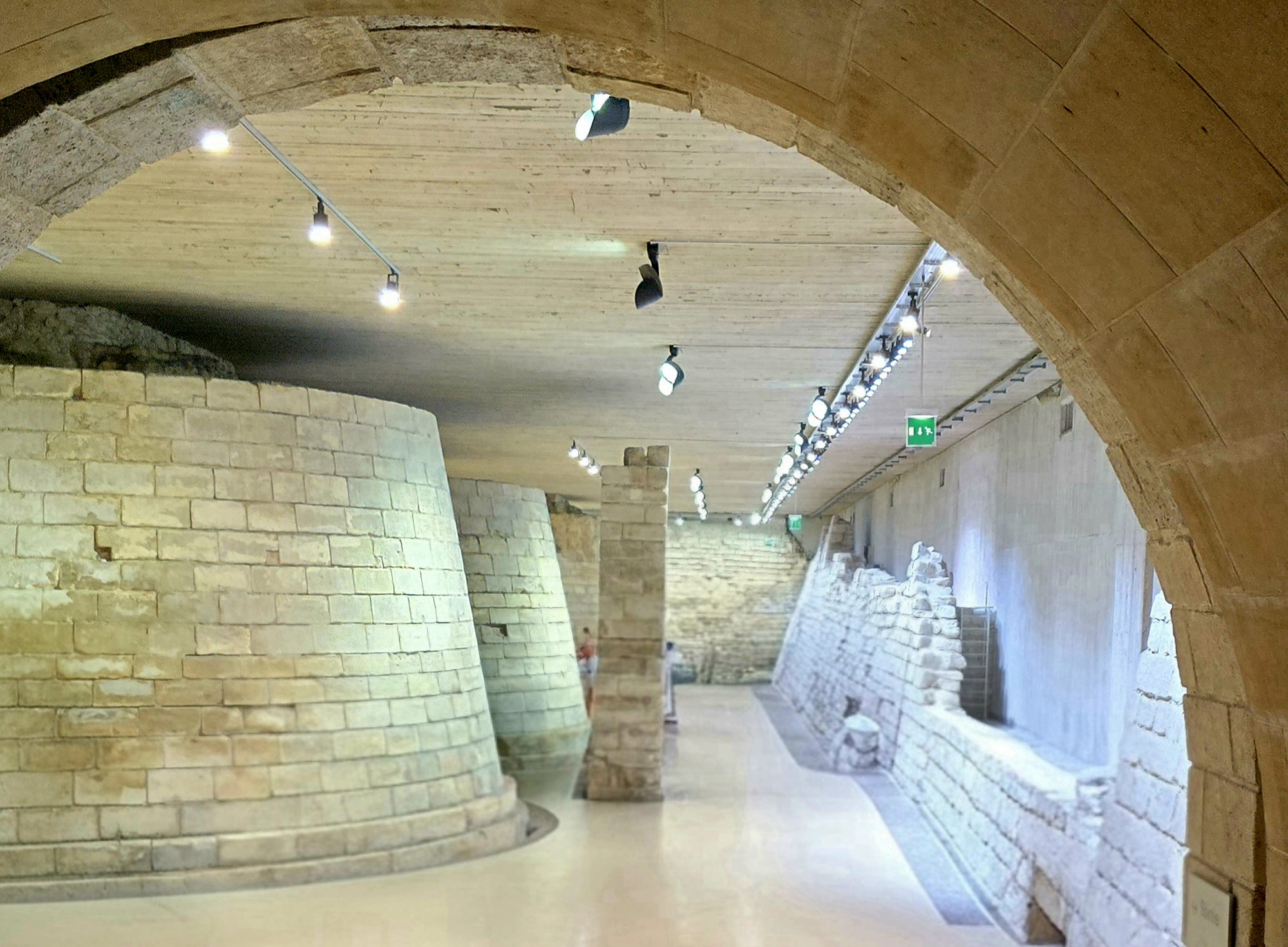
Teile der Grundmauern der mittelalterlichen Louvre-Burg

Der Louvre entwickelte sich durch mehrere Bau- und Umbaumaßnahmen, die letztlich zu einer knapp 800-jährigen Baugeschichte führen.
Um 1190 wurde auf Anweisung des französischen Königs Philipps II. die Errichtung einer Burg auf rechteckigem Grundriss begonnen, die um 1200 weitgehend fertiggestellt war. Dieses Gebäude war von einer Wehrmauer umgeben, deren Ecken mit Rundtürmen verstärkt waren, in der Mitte des Komplexes befand sich ein runder Donjon. Einzelne Wohn- und Wirtschaftsgebäude lehnten sich innen an die Wehrmauer an.
Im fortgeschrittenen Spätmittelalter änderten sich die Anforderungen an den Sitz der französischen Könige; statt einer gesicherten Festung wurde mehr Augenmerk auf eine repräsentative Residenz mit großen Fenstern in den Außenmauern und einer direkten Verbindung in die königlichen Gärten auf der West- und Nordseite gelegt. König Karl V. ließ den Louvre ab dem Jahr 1364 bis um 1370 auf der West- und Nordseite umbauen und verschönern; Arbeiten auf der Süd- und Ostseite zogen sich bis um 1380 hin. Das damalige Aussehen der königlichen Residenz ist in den Très Riches Heures des Herzogs von Berry in einer Miniatur von etwa 1440 überliefert und zeigt ein sowohl wehrhaftes, aber auch mit gotischen Zierelementen und großen Fenstern versehenes Gebäude. Dabei wurde der zweigeschossige Nordflügel ab 1364 vollständig baulich erneuert und auf zwei Ebenen mit einer einander ähnlichen Reihe von Wohnräumen für den König (im ersten Obergeschoss) und die Königin (im etwas erhöhten Erdgeschoss) ausgestattet. Für den König wurden in dem nordwestlichen Eckturm aus der Zeit um 1200 mehrere Räume für seine umfangreiche Bibliothek eingerichtet, und ihm standen zusätzlich mehrere Studierzimmer (Estudes) zur Verfügung, in die er sich für die Lektüre und Beschäftigung mit den Wissenschaften zurückziehen konnte.
In der Renaissance änderten sich wiederum die Anforderungen an den Sitz der französischen Könige; ab 1528 begannen umfangreiche Erweiterungsmaßnahmen. Der alte Donjon wurde weitgehend abgetragen und auf den Fundamenten des Westflügels ab 1546 ein Palast im Renaissancestil durch Pierre Lescot errichtet. Heinrich II. ließ den neuen Westflügel zum Kernbau einer schließlich vierflügeligen Anlage erweitern. In den nächsten hundert Jahren wurde am Louvre fast unablässig gebaut. Der Südflügel wurde von 1559 bis 1594 errichtet, und unter Heinrich IV. wurde entlang der Seine in zwei Bauabschnitten von 1566 bis 1600 und von 1600 bis 1608 eine lange Galerie, die Galerie du bord de l’eau, geschaffen, die den einzeln stehenden Tuilerien-Palast mit dem Louvre verband.
Ludwig XIII. beauftragte Jacques Lemercier mit einem Umbau des vierflügeligen Schlosses, der den Mitteltrakten der Flügel neue Pavillons zufügte. Ludwig XIV. entschloss sich, die Anlage, vor allem im Bereich der Ostseite, umzugestalten. Er beauftragte den italienischen Baumeister Gian Lorenzo Bernini damit, passende Baupläne auszuarbeiten. Berninis Entwurf sah jedoch eine völlige Umgestaltung des Bestandes vor und wurde fallen gelassen, als dieser Paris verlassen hatte. Stattdessen erhielt ein Ausschuss um Louis Le Vau, Charles Le Brun, Claude Perrault – dem der Hauptanteil an dem Entwurf zugeschrieben wird – sowie seinen Bruder Charles Perrault den Auftrag, einen neuen Entwurf für die östliche Hauptfassade zu konzipieren. Dieser wurde schließlich genehmigt und gelangte in der Zeit von 1667 bis 1674 zur Ausführung. Vor allem wegen der damals neuartig freistehenden, rhythmisierten Kolonnaden sorgte die neu errichtete Fassade für helles Aufsehen und wurde zu einem Sinnbild der architekturtheoretischen Querelle des Anciens et des Modernes in Frankreich. Der hier angewandte strenge Stil des klassizistischen Barock sollte für Frankreichs Architektur der folgenden Epochen prägend sein. Ab 1674 wurden die Arbeiten am Louvre vorerst eingestellt. Da Ludwig XIV. seinen Regierungssitz 1682 nach Versailles verlegte, verlor das alte Stadtschloss vorerst seine Bedeutung.
1754 gab Ludwig XV. den Auftrag zur vorläufigen Vollendung des Baus, im Wesentlichen der hofseitigen Fassade des Cour Carrée.
Die langen Flügel des Hofes, welche die heutige Glaspyramide rahmen, wurden im 19. Jahrhundert um- und ausgebaut. Diese Erweiterungsbauten, die nach Denon und Richelieu benannt sind und stilistisch den Bauten Lemerciers angepasst sind, wurden von 1852 bis 1878 durch Louis Visconti und Hector Lefuel überarbeitet oder neu angelegt, ebenso wie der nördliche Verbindungsflügel zu den Tuilerien von 1816. Bereits 1857 wurden die von Visconti und Lefuel vollendeten Teile eingeweiht.
Der Tuilerien-Palast fiel 1871 während der Pariser Kommune einem Feuer zum Opfer und wurde 1882 abgerissen. Seit diesem Zeitpunkt ist das Schloss im Grunde eine gewaltige, annähernd U-förmige Anlage, deren Ausgangspunkt der vierflügelige Alte Louvre mit dem Cour Carrée („Viereckshof“) ist, von dem aus sich die neueren Flügel um den großen Cour Napoléon („Napoleonshof“) entlang bis zum Arc de Triomphe du Carrousel erstrecken.
Staatspräsident François Mitterrand initiierte 1981 das Projekt „Grand-Louvre“, mit dem der gesamte Gebäudekomplex einer musealen Nutzung unterworfen wurde; 1999 wurde es abgeschlossen. Das Finanzministerium zog aus; in diesem Rahmen wurde unter anderem die Galerie d’Apollon restauriert und die Glaspyramide geschaffen. Die Glaspyramide im Innenhof des Louvre wurde von Ieoh Ming Pei entworfen und 1989 eröffnet. Sie dient heute als Haupteingang zum Musée du Louvre. Anfangs als Gewächshaus und Käseglocke verspottet, ist die Pyramide heute zu einem bekannten Wahrzeichen von Paris geworden. Außerdem wurde 1993 das Carrousel du Louvre eröffnet, eine unterirdisch direkt an den Louvre angeschlossene Einkaufsmeile mit Restaurants und der invertierten Glaspyramide. 2009 gab es eine Kontroverse um den Einzug einer McDonald’s-Filiale im neugestalteten Restaurantbereich.
Ein Teil der mittelalterlichen Burg aus dem 16. Jahrhundert, errichtet unter Karl V., ist heute im Louvre und Carrousel du Louvre zu sehen. Es handelt sich dabei um Teile der Ringmauern und Wassergräben, die im Zuge der Ausgrabungen für die Erweiterung des Louvre und den Bau des Carrousel du Louvre freigelegt wurden.